# Armeens honkbalteam

Vlag van Armenië.

Het Armeens honkbalteam is het nationale honkbalteam van Armenië. Het team vertegenwoordigt Armenië tijdens internationale wedstrijden. De manager is Arman Yavryan.
Het Armeens honkbalteam hoorde bij de Europese Honkbalfederatie (CEB) tot 2011.